# Mielno (Przewóz)
Mielno (deutsch Mellendorf, sorbisch Mjelin) ist ein Dorf in der Landgemeinde Przewóz im Powiat Żarski (Sorau) der Woiwodschaft Lebus in Polen.

## Geographie
Mielno liegt, von bewaldeten Höhenzügen umgeben, im Quellgebiet des kleinen Schrotbachs nordöstlich von Przewóz (Priebus). Nahe dem Ort verläuft die Chaussee von Przewóz zur Kreisstadt Żary (Sorau), die als Droga krajowa 27 wenige Kilometer nordöstlich von Mielno die Autostrada A18 (Teil der Europastraße 36) überquert.

## Geschichte
Aus historischer Sicht liegt das Dorf im Westen des niederschlesischen Fürstentums Sagan. Von diesem wurde das Rittergut 1527 zur Feststellung der Reichstürkenhilfe auf 625 Mark und die Besitzungen der Untertanen auf 525 Mark geschätzt.
Die Familie von Schwartz, aus der auch der um 1500 lebende Priebuser Hauptmann Hans von Schwarz entstammte, war im 16. und 17. Jahrhundert mit Mellendorf und Groß Selten belehnt. In der ersten Hälfte des 17. Jahrhunderts kam es zu einem Streit, nachdem die kirchlichen Zinsen für Mellendorf durch die von Schwartz nicht mehr nach Priebus, sondern nach Groß Selten abgeführt wurden. 1670 fiel das Dorf schließlich an den Lehnsherrn zurück und wurde der herzoglichen Kammer zugezogen.
Von den inzwischen drei Gütern war nur das Mittelgut an einen adligen Lehnsnehmer vergeben. Unter Peter von Biron wurde es 1800 in ein Allodialgut verwandelt. Anders als die beiden herzoglichen Güter hatte es kein Vorwerk.
Die Kinder wurden in Groß Selten unterrichtet, bis Mellendorf im Jahre 1900 eine eigene Schule erhielt.
Durch die Auflösung des Kreises Sagan kam Mellendorf 1932 zum Kreis Rothenburg. In diesem wurde Mellendorf zum 1. April 1938 nach Groß Petersdorf eingemeindet.
Nach dem Zweiten Weltkrieg lag das Dorf 1945 östlich der Oder-Neiße-Linie und kam somit an Polen. Unter dem Namen Mielno kam das Dorf zum Powiat Żarski, dem polnischen Teil des vormaligen Sorauer Kreises.

### Bevölkerungsentwicklung
| Jahr | Einwohner |
| ---- | --------- |
| 1910 | 158       |
| 1925 | 130       |
| 1934 | 267       |

Um das Jahr 1800 wirtschafteten in Ober Mellendorf zwei Bauern, zehn Gärtner und ein Häusler. Auf Mittel Mellendorf lagen zwei Gärtner, auf Nieder Mellendorf derer sechs.
1910 lebten im Dorf 135 und in den beiden Gutsbezirken 23 Einwohner. Bis 1925 fiel die Einwohnerzahl auf 130, doch schon 1934 gibt Robert Pohl im zweiten Teil seines Heimatbuches eine Zahl von 267 Einwohnern an.

### Ortsname
Der deutsche Name Mellendorf ist dem slawischen Milowice ‘lieblicher Ort’ entlehnt.